# 대한민국 형법 제54조
대한민국 형법 제54조는 선택형과 작량감경에 대한 형법총칙의 조문이다.

## 조문
제54조(선택형과 작량감경) 1개의 죄에 정한 형이 수종인 때에는 먼저 적용할 형을 정하고 그 형을 감경한다.
第54條(選擇刑과 酌量減輕) 1個의 罪에 定한 刑이 數種인 때에는 먼저 適用할 刑을 定하고 그 刑을 減輕한다.

## 참고 문헌
- 신이철, 형법총론, 경찰승진연구회, 2005. ISBN 9788988777886
- 조현욱, 형법총론강의, 진원사, 2008 ISBN 9788990904621
- 손동권, 형법총론, 栗谷出版社, 2011. ISBN 9788991830936